# Desigualdad de Hadamard
En matemáticas, la desigualdad de Hadamard (también conocida como teorema de Hadamard sobre los determinantes) es un resultado publicado por primera vez por Jacques Hadamard en 1893. Es una cota del determinante de una matriz cuyas entradas son números complejos en términos de las longitudes de sus vectores columna. En términos geométricos, cuando se restringe a números reales, limita el volumen en el espacio euclídeo de n dimensiones marcadas por n vectores vi para 1 ≤ i ≤ n en términos de las longitudes de estos vectores ||vi ||.
Específicamente, la desigualdad de Hadamard establece que si N es la matriz que tiene columnas Vi, entonces
{\displaystyle \left|\det(N)\right|\leq \prod _{i=1}^{n}\|v_{i}\|.}
Si los n vectores son distintos de cero, la igualdad en la desigualdad de Hadamard se logra si la bicondicional de los vectores son ortogonales.

## Formas alternativas y corolarios
Un corolario es que si las entradas de una matriz N de n por n están acotadas por B, entonces |Nij | ≤ B para todo i y j, entonces
{\displaystyle \left|\det(N)\right|\leq B^{n}n^{n/2}.}
En particular, si las entradas de N son +1 y −1 solamente, entonces
{\displaystyle \left|\det(N)\right|\leq n^{n/2}.}
En combinatoria, las matrices N para las cuales se cumple la igualdad, es decir, aquellas con columnas ortogonales, se denominan matrices de Hadamard.
De manera más general, supongamos que N es una matriz compleja de orden n, cuyas entradas están acotadas por |Nij | ≤ 1, para cada i, j entre 1 y n. Entonces la desigualdad de Hadamard establece que
{\displaystyle |\operatorname {det} (N)|\leq n^{n/2}.}
La igualdad en este límite se logra para una matriz real N si la bicondicional N es una matriz de Hadamard.
Una matriz P semidefinida positiva se puede escribir como N*N, donde N* denota la matriz transpuesta conjugada de N (ver Descomposición de una matriz semidefinida). Entonces
{\displaystyle \det(P)=\det(N)^{2}\leq \prod _{i=1}^{n}\|v_{i}\|^{2}=\prod _{i=1}^{n}p_{ii}.}
Entonces, el determinante de una matriz definida positiva es menor o igual al producto de sus entradas diagonales. A veces esto también se conoce como desigualdad de Hadamard.

## Prueba
El resultado es trivial si la matriz N es singular, así que supongamos que las columnas de N son linealmente independientes. Al dividir cada columna por su longitud, se puede ver que el resultado es equivalente al caso especial donde cada columna tiene longitud 1, es decir, si ei son vectores unitarios y M es la matriz que tiene a ei como columnas entonces
| {\displaystyle \left\|\det M\right\|\leq 1,} | \| \| \| \| \| \| \| \| | (1) |
|                                              |                         |     |
|                                              |                         |     |

y la igualdad se logra si y sólo si los vectores son un conjunto ortogonal. El resultado general ahora es el siguiente:
{\displaystyle \left|\det N\right|={\bigg (}\prod _{i=1}^{n}\|v_{i}\|{\bigg )}\left|\det M\right|\leq \prod _{i=1}^{n}\|v_{i}\|.}
Para probar (1), considere P = M*M y sean los valores propios de P λ1, λ2, … λn. Dado que la longitud de cada columna de M es 1, cada entrada en la diagonal de P es 1, por lo que la traza de P es n. Aplicando la desigualdad de medias aritméticas y geométricas,
{\displaystyle \det P=\prod _{i=1}^{n}\lambda _{i}\leq {\bigg (}{1 \over n}\sum _{i=1}^{n}\lambda _{i}{\bigg )}^{n}=\left({1 \over n}\operatorname {tr} P\right)^{n}=1^{n}=1,}
entonces
{\displaystyle \left|\det M\right|={\sqrt {\det P}}\leq 1.}
Si hay igualdad, entonces cada uno de los λi debe ser igual y su suma es n, por lo que todos deben ser 1. La matriz P es hermitiana, por lo tanto diagonalizable, por lo que es la matriz identidad; en otras palabras, las columnas de M son un conjunto ortonormal y las columnas de N son un conjunto ortogonal. Se pueden encontrar muchas otras pruebas en la literatura.